# بطولة العالم لسباق الدراجات على الطريق 1960
بطولة العالم لسباق الدراجات على الطريق 1960 هي الدورة ال33 من بطولة العالم لسباق الدراجات على الطريق، أجريت في كيمنتس، ألمانيا الشرقية.

## برنامج المسابقات
رجال
- سباق الطريق المداري.

سيدات
- سباق الطريق المداري.

## النتائج النهائية
| المسابقة            | ذهبية                         | فضية                    | برونزية                   |
| ------------------- | ----------------------------- | ----------------------- | ------------------------- |
| الرجال              |                               |                         |                           |
| سباق الطريق المداري | ريك فان لوي (بلجيكا)          | André Darrigade (فرنسا) | Pino Cerami (بلجيكا)      |
| السيدات             |                               |                         |                           |
| سباق الطريق المداري | بريل بيرتون (المملكة المتحدة) | Rosa Sels (بلجيكا)      | Elisabeth Kleinhaus (GDR) |